# Matthew Busche
Matthew Busche (Wauwatosa, 9 maggio 1985) è un ex ciclista su strada statunitense, professionista dal 2009 al 2016 e due volte campione nazionale in linea.

## Carriera
In carriera ha ottenuto diversi piazzamenti, tra i quali un terzo posto al Giro di Danimarca 2010 e un secondo nella classifica generale del Tour of Utah 2012. I suoi unici successi da professionista sono stati i due titoli nazionali in linea conseguiti nel 2011 e nel 2015, rispettivamente battendo in volata George Hincapie e precedendo Joseph Dombrowski.

## Palmarès
- 2011

Campionati statunitensi, Prova in linea
- 2015

Campionati statunitensi, Prova in linea

## Piazzamenti

### Grandi Giri
- Tour de France

2014: 98º
- Vuelta a España

2011: 113º
2013: 64º

### Classiche monumento
- Liegi-Bastogne-Liegi

2010: 131º
2011: 86º
2013: 69º
2014: 81º
- Giro di Lombardia

2013: ritirato

### Competizioni mondiali
- Campionati del mondo

Copenaghen 2011 - In linea Elite: 156º
Limburgo 2012 - In linea Elite: ritirato
Toscana 2013 - In linea Elite: ritirato